# Mallos pearcei
Espèce
Mallos pearcei est une espèce d'araignées aranéomorphes de la famille des Dictynidae.

## Distribution
Cette espèce est endémique de Californie aux États-Unis,. Elle se rencontre dans le comté de San Diego entre 1 000 et 2 000 m d'altitude.

## Description
Le mâle holotype mesure 2,5 mm, sa carapace mesure 1,35 mm de long sur 1 mm de large et son abdomen 2,2 mm de long sur 1,3 mm de large et la femelle paratype mesure 4,5 mm, sa carapace mesure 1,5 mm de long sur 1,15 mm de large et son abdomen 3,1 mm de long sur 2,3 mm de large.
Le mâle décrit par Bond et Opell en 1997 mesure 3,08 mm et les femelles de 3,40 à 4,20 mm.

## Étymologie
Cette espèce est nommée en l'honneur de W. M. Pearce.

## Publication originale
- Chamberlin & Gertsch, 1958 : The spider family Dictynidae in America north of Mexico. Bulletin of the American Museum of Natural History, no 116, p. 1-152 (texte intégral).